# Mładeżko
Mładeżko (bułg. Младежко) – wieś w Bułgarii, w obwodzie Burgas, w gminie Małko Tyrnowo. W 2023 roku liczyła 29 mieszkańców.